# Завадский, Михаил Ромуальдович
Михаи́л Ромуа́льдович (Ромулович) Зава́дский (20 сентября 1848 — 1926) — российский и советский педагог, директор Елисаветградского земского реального училища, основатель первого украинского педагогического журнала «Педагогический Вестник», сенатор Российской империи, тайный советник (гражданский чин III класса по «Табели о рангах»).

## Учёба и научная деятельность
В 1871 году окончил историко-филологический факультет Императорского Новороссийского университета с золотой медалью, в 1873 году защитил магистерскую диссертацию «Сказание об истории филологических наук», а в 1880 году издал учебник по русскому языку для 3-го класса средних учебных заведений.
По окончании университета преподавал с 1871 года в Елисаветградском земском реальном училище, с 1876 до 1883 года его директор. Под его началом училище приобрело известность на юге России. Завадский создал культурно-просветительскую систему в масштабах уездного города на базе училища: воскресные чтения, демонстрации опытов по физике, выставки, концерты, художественный кабинет, вечерние курсы по рисованию для взрослых и подростков, метеорологическая станция, работавшая в контакте с Главной физической обсерваторией Императорской Академии наук в Санкт-Петербурге, возглавляемой в то время академиком Г. И. Вильд. Организовывал массовые занятия спортом в гимнастическом зале и во дворике училища. Всё это отмечено специальными медалями Всемирных Парижской и Чикагской промышленных выставок в 1889 и в 1894 гг. за постановку профессионального образования и развитие массового спорта. Эта деятельность также финансово поддерживалась уездным земством и губернской администрацией.
Михаил Ромуальдович издавал и редактировал журнал «Педагогический Вестник», выходивший каждые две недели. В нём постоянно призывалось к улучшению условий работы начальной школы, много внимания уделялось просветительской работе, роли личности преподавателя и необходимости повышения уровня образовании учителей. Журнал в 1883 году запрещён Министерством народного образования за пропаганду прогрессивных взглядов.
Около трёх лет был директором Ставропольской женской гимназии в Кавказском округе. 22 июля 1886 года поступил на должность окружного инспектора, 24 мая 1901 года — попечитель Кавказского учебного округа, к нему обращались за помощью при возникновении вопросов связанных с деятельностью учебных заведений, как например учащиеся старших классов Владикавказской гимназии 4 февраля 1905 года в ходе бунта отправили М. Р. Завадскому телеграмму с просьбой прибыть и защитить «против разных несправедливостей гимназического начальства».
Безостановочно вёл работу по улучшению квалификации преподавателей: устраивал открытые уроки с дальнейшим их обсуждением, итоги которых доводились до учителей округа, создал Педагогический музей в Тифлисе, составлен и разослан каталог книг для организации народных чтений, во многих уездах открыты центральные библиотеки для учителей.
Михаил Завадский оказывал содействие усовершенствованию художественной самодеятельности, хоров, оркестров, спортивных занятий, курсов (маслоделие, пчеловодство) и т. д. изыскивая средства поддержки инициативных педагогов. При нём учреждено несколько гимназий в Тифлисе, Баку, Грозном, ряд училищ (технических и ремесленных), 24 городских и земских начальных и шестиклассных училища.
Михаил Ромуальдович внёс большой вклад в создание азбуки и грамматики для не имевших своей письменности народов Кавказа. По его инициативе и под его редакцией выпущены 6 томов отечественного кавказоведа, лингвиста и этнографа, члена-корреспондента Императорской Академии наук, генерал-майора русской армии П. К. Услара «Этнография Кавказа. Языкознание» (Тифлис, 1887—1896), состоящие из грамматических очерков, текстов и словарей на абхазском, убыхском, сванетском (сванском), чеченском, аварском, лакском, казикумском, табасаранском, лезгинском, хюркилинском (даргинском), кюринском языках. Издание содержало 3332 страницы, печаталось в Типографии Тифлисского округа, что заняло целое десятилетие. На его базе Михаилом Ромуальдовичем был составлен краткий словарь абхазского языка, мегрельский букварь, очерк грамматики чеченского и кюринского языков в виде справочного издания для учителей.
В своей педагогической деятельности разделял точку зрения Ушинского К. Д., что каждый народ создает свою школу в соответствии с историей и традициями, а также придерживался мнения, что центром учебного процесса является учитель и деятельность школы в основном зависит от отбора учителей.

## Государственная служба
В июне 1906 года Михаил Ромуальдович назначен в Сенат, в связи с чем переехал в Санкт-Петербург, где прослужил до декабря 1917 года. На посту сенатора уделял большое внимание образованию в России, самостоятельно и в сотрудничестве с депутатами профильных комитетов участвовал в разработке законов по народному просвещению, составлял пояснительные записки к ним для комитетов и докладчиков в Госдуме или Государственном совете.
В январе 1918 года Михаила Ромуальдовича Завадского пригласили на работу в Наркомпрос, и вскоре назначили помощником М. А. Рейснера в Наркомате юстиции, но при этом он остался в Петрограде в качестве секретаря культурно-просветительской комиссии Петроградской стороны. Помог организовать вечерние двухгодичные курсы в здании бывшего Александровского лицея на Каменноостровском проспекте для рабочих, изначально названные Пролетарским политехникумом, после серии реорганизаций техникум к 1924 году основался на Разъезжей улице. Михаил Ромуальдович трудился в нём бесплатно в качестве преподавателя (XIV разряда) и заведующего младшим отделением. В связи с его работой в Сенате он не был допущен к преподаванию гуманитарных дисциплин, из-за чего Завадский выучил математику, чтобы преподавать её.
В 1918 году М. Р. Завадский работал в бюджетной части Наркомфина, рассматривая сметы учебных заведений. С 1919 года стал старшим инспектором, а после — заместителем заведующего вторым техно-педагогическим отделом в Областном отделе профессиональных учебных заведений, где разрабатывал основы среднего специализированного образования в СССР.
Последние два года работал управляющим делами факультетских и предметных комиссий, а также библиотекарем в Ленинградском сельскохозяйственном институте, в здании бывшего Императорского института правоведения на Фонтанке.

## Семья
Михаил Ромуальдович Завадский был женат на Софии Александровне Лампси, происходившей из дворянской семьи и «всецело жившей интересами супруга»: она помогала в выпуске журнала, объединении учителей, чтении научно-популярных лекций для крестьян Херсонской губернии. В браке родились двое сыновей и дочь.
Его отец Ромуальд (Ромул) Игнатьевич Завадский (род. 1802) — надзиратель Одесской бригады Пограничной стражи, мать — Мария Яковлевна Ниценко, дочь закатальского коменданта. Братья: Владислав Ромулович (14.09.1840 — 31.12.1910) известный судебный деятель пореформенной России, Владимир Ромулович (1846—1913) — судебный следователь в г. Лаишев, в 1899 году прокурор Казанской судебной палаты, в 1901 г. старший председатель Тифлисской судебной палаты, затем сенатор.
Сын Михаила Ромуальдовича — Михаил Михайлович Завадский (21 июня 1875 — 2 февраля 1942) юрист, служил в правительственных учреждениях, после — служащий на Ленинградском предприятии.
Внук М. Р. Завадского (сын М. М. Завадского) — Кирилл Михайлович Завадский (5 января 1910 — 2 февраля 1977) советский учёный, заслуженный деятель науки РСФСР, профессор, доктор биологических наук, советский эволюционист и историк науки.
Младший сын М. Р. Завадского — Александр Михайлович (14 января 1879—1950) — профессор, кандидат биологических наук.

## Комментарии
1. ↑  Согласно Колчинский, 2013, с. 25 правильно «Ромуальдович», но в словарях и энциклопедиях, начиная с Брокгауза и Ефрона, чаще всего пишут «Ромулович»
2. ↑  Согласно Колчинский, 2013, с. 28 умер 14 мая 1925 года